# Ротоне (Пистоја)
Ротоне је насеље у Италији у округу Пистоја, региону Тоскана.
Према процени из 2011. у насељу је живело 27 становника. Насеље се налази на надморској висини од 197 м.